# Macrojoppa nigrosignata
Macrojoppa nigrosignata là một loài tò vò trong họ Ichneumonidae.